# お菓子好き好き
『お菓子好き好き』（おかしすきすき）は、1995年4月17日から同年9月25日までテレビ東京系列局で放送されていたテレビ東京製作の情報バラエティ番組である。全21回。放送時間は毎週月曜 19:00 - 19:30 （日本標準時）。
毎回菓子に関する情報を1つのテーマに沿って紹介していた。司会は中山秀征が務めていた。

## テーマ
1. いちごのお菓子
2. チョコレート
3. 和菓子
4. シュークリーム
5. ようかん
6. チーズケーキ
7. プリン
8. 下町人気甘味店
9. ケーキ店
10. 幻のパフェ
11. ダイエットケーキ
12. 究極のデザート
13. 東横線沿線のケーキ店
14. アイスクリーム
15. かき氷
16. フルーツデザート
17. デパート人気ティールームのケーキ
18. デザートレストラン
19. 究極のチーズケーキ
20. 秋の新作和菓子
21. ラーメン・クッキー